# Lavaré
Lavaré település Franciaországban, Sarthe megyében. Lakosainak száma 817 fő (2022. január 1.). Lavaré Semur-en-Vallon, Vibraye, Dollon, Le Luart, Bouër, Saint-Maixent és Lamnay községekkel határos.

## Népesség
A település népességének változása:
| Lakosok száma | 850  | 842  | 858  | 856  | 843  | 831  | 818  | 816  | 817  |
|               | 2013 | 2015 | 2016 | 2017 | 2018 | 2019 | 2020 | 2021 | 2022 |